# Modjieb Jamali
Modjieb Jamali (* 30. April 1991 in Kabul) ist ein afghanischer Fußballspieler, der zuletzt beim spanischen Verein CE Constància unter Vertrag stand.

## Karriere

### Vereinskarriere
Jamali flüchtete mit seiner Familie 1995 im Alter von vier Jahren aus Afghanistan nach Schwalbach am Taunus bei Frankfurt am Main. Seine Karriere begann er bei den Kickers Offenbach, ehe er 2008 in die Jugend des FSV Frankfurt wechselte. Nachdem der Abwehrspieler in der Saison 2010/11 zweimal bei der zweiten Mannschaft der Frankfurter in der Regionalliga Süd aushalf, absolvierte Jamali in der darauffolgenden Saison ein Probetraining bei der zweiten Mannschaft des spanischen Erstligisten RCD Mallorca; eine Verpflichtung kam aufgrund eines fehlenden EU-Visums nicht zustande. Nach einem halben Jahr Vereinslosigkeit, in der er bei RCD Mallorca II trainierte, wechselte Jamali im Januar 2013 zum Nord-Regionalligisten FC St. Pauli II, wo er einen Vertrag bis zum Saisonende unterschrieb. Er absolvierte sieben Partien und erzielte ein Tor, ehe er den Verein wieder verließ.
Zur Saison 2013/14 stieß Jamali wieder zu seinen Jugendverein Kickers Offenbach, wo er vorzugsweise bei der zweiten Mannschaft in der Hessenliga bzw. nach dem Abstieg in der Verbandsliga Hessen spielte. 2015 verließ er den Verein bereits wieder und wechselte zum rumänischen Zweitligisten CSM Metalul Reșița. Dort stieg man als Tabellenletzter in die Liga III ab; Jamali absolvierte im Januar 2016 ein Probetraining beim Erstligisten FC Botoșani, wurde aber letztendlich nicht verpflichtet.
Am 30. Januar 2017 wechselte der Afghane zum FK Dečić Tuzi in die Prva Crnogorska Liga, der 1. Liga Montenegros. Im Mai 2017 zog er sich eine Zerrung zu und fiel für den Rest der Saison aus. In seinem ersten Halbjahr kam er zu acht Einsätzen in der Liga. Dann schloss er sich zur Saison 2017/18 dem Zweitligisten CS Sportul Snagov in Rumänien und ging dann weiter nach Spanien zum Viertligisten CE Constància. Seither war Jamali ohne neuen Verein.

### Nationalmannschaft
Sein Debüt in der A-Nationalmannschaft Afghanistans gab Jamali am 23. März 2016 im WM-Qualifikationsspiel gegen Japan (0:5). Auch im folgenden letzten Qualifikationsspiel gegen Singapur (2:1) kam Jamali zum Einsatz. Insgesamt bestritt er acht Partien für sein Heimatland, ein Tor gelang ihm dabei nicht.